# Naokiprijs
De Naokiprijs (Japans: 直木賞, Naoki Sanjōgo shō) is een Japanse literatuurprijs.

## Beschrijving
De Naokiprijs is een van de vijf literaire prijzen die worden verleend door het Japanse Genootschap voor de promotie van Japanse literatuur (Japans: 日本文学振興会, Nihon Bungaku Shinkōkai). Hij wordt met de Akutagawaprijs tot de meest prestigieuze literaire onderscheidingen van Japan gerekend. De onderscheiding werd in 1935 ingesteld door Kikuchi Kan, de uitgever van het Japanse maandblad Bungeishunjū, ter herinnering aan de Japanse schrijver Naoki Sanjūgo (1891-1934). De prijs is bedoeld voor jonge veelbelovende auteurs, die met een roman hebben bijgedragen aan de Japanse populaire literatuur. Over de toekenning van de Naokiprijs wordt beslist door een commissie die is samengesteld uit bekende Japanse schrijvers. De onderscheiding wordt tweemaal per jaar verleend en bestaat uit een horloge en een geldbedrag van 1 miljoen yen.

## Winnaars
| Jaar | Winnaar eerste editie | Boek                                                              | Winnaar tweede editie | Boek                                                                                     |
| ---- | --------------------- | ----------------------------------------------------------------- | --------------------- | ---------------------------------------------------------------------------------------- |
| 1935 | Kawaguchi Matsutarō   | Tsuruhachi Tsurujirō (鶴八鶴次郎)                                 | Washio Ukō            | Yoshinochō Taiheiki (吉野朝太平記)                                                       |
| 1936 | Kaionji Chōgorō       | Tenshō Onna Kassen (天正女合戦)                                   | Kigi Takatarō         | Jinsei no Ahō (人生の阿呆)                                                               |
| 1937 | niet toegekend        | --                                                                | Ibuse Masuji          | John Manjirō Hyōryuki (ジョン萬次郎漂流記)                                               |
| 1938 | Tachibana Sotoo       | Narin denka eno kaisō (ナリン殿下への回想)                        | Oike Tadao            | Kabuto kubi (兜首)                                                                       |
| 1939 | niet toegekend        | --                                                                | niet toegekend        | --                                                                                       |
| 1940 | Tsutsumi Chiyo        | Koyubi (小指)                                                     | Genzō Murakami        | Kazusa Fudoki (上総風土記)                                                               |
| 1940 | Washio Ukō            | Yoshinochō Taiheiki (吉野朝太平記)                                | Genzō Murakami        | Kazusa Fudoki (上総風土記)                                                               |
| 1941 | Kimura Soju           | Unnan Shubihei (雲南守備兵)                                       | niet toegekend        | --                                                                                       |
| 1942 | niet toegekend        | --                                                                | Taoka Norio           | Gōjō Ichigo (強情いちご)                                                                 |
| 1942 | niet toegekend        | --                                                                | Kanzaki Takeo         | Kanyō (寛容)                                                                             |
| 1943 | Yamamoto Shugoro      | Nihon Fudoki (日本婦道記)                                         | Mori Soichi           | Yama Batake (山畠)                                                                       |
| 1944 | Okada Seizō           | Nyuginia Sangaku sen (ニューギニア山岳戦)                         | niet toegekend        |                                                                                          |
| 1945 | niet toegekend        | --                                                                | niet toegekend        | --                                                                                       |
| 1946 | niet toegekend        | --                                                                | niet toegekend        | --                                                                                       |
| 1947 | niet toegekend        | --                                                                | niet toegekend        | --                                                                                       |
| 1948 | niet toegekend        | --                                                                | niet toegekend        | --                                                                                       |
| 1949 | Tomita Tsuneo         | Men (面)                                                          | Yamada Katsurō        | Umi no Haien (海の廃園)                                                                  |
| 1950 | Kon Hidemi            | Tennō no bōshi (天皇の帽子)                                       | Koyama Itoko          | Shikkō Yuyo (執行猶予)                                                                   |
| 1951 | Genji Keita           | Eigoya san (英語屋さん)                                           | Hisao Juran           | Suzuki Mondo (鈴木主水)                                                                  |
| 1951 | Genji Keita           | Eigoya san (英語屋さん)                                           | Shibata Renzaburō     | Iesu no ei (イエスの裔)                                                                  |
| 1952 | Fujiwara Shinji       | Tsumina onna (罪な女)                                             | Tateno Nobuyuki       | Hanran (叛乱)                                                                            |
| 1953 | niet toegekend        | --                                                                | niet toegekend        | --                                                                                       |
| 1954 | Arima Yorichika       | Shushin miketsu han (終身未決犯)                                  | Umezaki Haruo         | Boroya no shunju (ボロ家の春秋)                                                          |
| 1954 | Arima Yorichika       | Shushin miketsu han (終身未決犯)                                  | Togawa Yukio          | Takayasu ken monogatari (高安犬物語)                                                     |
| 1955 | niet toegekend        | --                                                                | Nitta Jiro            | Goriki den (強力伝)                                                                      |
| 1955 | niet toegekend        | --                                                                | Kyu Eikan             | Hong Kong (香港)                                                                         |
| 1956 | Nanjo Norio           | Todai Oni (灯台鬼)                                                | Kon Kanichi           | Kabe no hana (壁の花)                                                                    |
| 1956 | Nanjo Norio           | Todai Oni (灯台鬼)                                                | Kon Toko              | Ogin sama (お吟さま)                                                                     |
| 1956 | Nanjo Norio           | Todai Oni (灯台鬼)                                                | Hozumi Kyo            | Kachi garasu (勝烏)                                                                      |
| 1957 | Ezaki Seichi          | Ruson no tanima (ルソンの谷間)                                    | niet toegekend        | --                                                                                       |
| 1958 | Yamazaki Toyoko       | Hana noren (花のれん)                                             | Shinba Eiji           | Akai yuki (赤い雪)                                                                       |
| 1958 | Yamazaki Toyoko       | Hana noren (花のれん)                                             | Shiroyama Saburo      | Sokaiya KInjo (総会屋錦城)                                                               |
| 1958 | Yamazaki Toyoko       | Hana noren (花のれん)                                             | Takigawa Kyo          | Ochiru (落ちる)                                                                          |
| 1959 | Watanabe Kieko        | Mabuchi gawa (馬淵川)                                             | Hiraiwa Yumie         | Tagane shi (鏨師)                                                                        |
| 1959 | Watanabe Kieko        | Mabuchi gawa (馬淵川)                                             | Shiba Ryotaro         | Fukuro no shiro (梟の城)                                                                 |
| 1959 | Watanabe Kieko        | Mabuchi gawa (馬淵川)                                             | Toita Yasuji          | Danjuro Seppuku jiken (團十郎切腹事件)                                                   |
| 1960 | Ikenami Shotaro       | Sakuran (錯乱)                                                    | Terauchi Daikichi     | Hagure nenbutsu (はぐれ念仏)                                                             |
| 1960 | Ikenami Shotaro       | Sakuran (錯乱)                                                    | Kuroiwa Jugo          | Haitoku no mesu (背徳のメス)                                                             |
| 1961 | MIzukami Tsutomu      | Kari no tera (雁の寺)                                             | Ito Keiichi           | Hotaru no kawa (蛍の川)                                                                  |
| 1962 | Sugimori Hisahide     | Tensai to Kyojin no aida (天才と狂人の間)                         | Yamaguchi Hitomi      | Eburiman shi no yugana seikatsu (江分利満氏の優雅な生活)                                 |
| 1962 | Sugimori Hisahide     | Tensai to Kyojin no aida (天才と狂人の間)                         | Sugimoto Sonoko       | Koshu no kishi (孤愁の岸)                                                                |
| 1963 | Sato Tokuji           | Onna no ikusa (女のいくさ)                                        | Ando Tsuruo           | Kodan Honmokutei (巷談本牧亭)                                                            |
| 1963 | Sato Tokuji           | Onna no ikusa (女のいくさ)                                        | Wada Yoshie           | Chiri no naka (塵の中)                                                                   |
| 1964 | niet toegekend        | --                                                                | Nagai Michiko         | Enkan (炎環)                                                                             |
| 1964 | niet toegekend        | --                                                                | Anzai Atsuko          | Cho shoshi no hanashi (張少子の話)                                                       |
| 1965 | Fujii Shigeo          | Niji (虹)                                                         | Shinbashi Yukichi     | Yaocho (八百長)                                                                          |
| 1965 | Fujii Shigeo          | Niji (虹)                                                         | Chiba Jihei           | Ryoshuki (虜愁記)                                                                        |
| 1966 | Tachihara Masaaki     | Shiroi keshi (白い罌粟)                                           | Itsuki Hiroyuki       | Aozameta uma o miyo (蒼ざめた馬を見よ)                                                   |
| 1967 | Ikushima Jiro         | Oitsumeru (追いつめる)                                            | Nosaka Akiyuki        | Amerika Hijiki (アメリカひじき)                                                          |
| 1967 | Ikushima Jiro         | Oitsumeru (追いつめる)                                            | Miyoshi Toru          | Sei shojo (聖少女)                                                                       |
| 1968 | niet toegekend        | --                                                                | Chin Shunshin         | Sigyoku jishi koro (青玉獅子香炉)                                                        |
| 1968 | niet toegekend        | --                                                                | Saotome Mitsugu       | Kyojin no ori (僑人の檻)                                                                 |
| 1969 | Sato Aiko             | Tatakai sunde hi ga kurete (戦いすんで日が暮れて)                 | niet toegekend        | --                                                                                       |
| 1970 | Yuki Shoji            | Gunki hatameku motoni (軍旗はためく下に)                          | Toyoda Jo             | Nagara gawa (長良川)                                                                     |
| 1970 | Watanabe Jun-ichi     | Hikari to kage (光と影)                                           | Toyoda Jo             | Nagara gawa (長良川)                                                                     |
| 1971 | niet toegekend        | --                                                                | niet toegekend        | --                                                                                       |
| 1972 | Tsunabuchi Kenjo      | Zan (斬)                                                          | niet toegekend        | --                                                                                       |
| 1972 | Inoue Hisashi         | Tegusari shinju (手鎖心中)                                        | niet toegekend        | --                                                                                       |
| 1973 | Osabe Hideo           | Tsugaru yozare bushi (津軽世去れ節)                               | niet toegekend        | --                                                                                       |
| 1973 | Fujisawa Shuhei       | Ansatsu no nenrin (暗殺の年輪)                                    | niet toegekend        | --                                                                                       |
| 1974 | Fujimoto Giichi       | Oni no uta (鬼の詩)                                               | Hanmura Ryo           | Ama yadori (雨やどり)                                                                    |
| 1974 | Fujimoto Giichi       | Oni no uta (鬼の詩)                                               | Ide Magoroku          | Atorasu Densetsu (アトラス伝説)                                                          |
| 1975 | niet toegekend        | --                                                                | Saki Ryuzo            | Fukushu suru wa ware ni ari (復讐するは我にあり)                                         |
| 1976 | niet toegekend        | --                                                                | Miyoshi Kyozo         | Kosodate gokko (子育てごっこ)                                                            |
| 1977 | niet toegekend        | --                                                                | niet toegekend        | --                                                                                       |
| 1978 | Tsumoto Yo            | Shincho no umi (深重の海)                                         | Irokawa Takehiro      | Rikon (離婚)                                                                             |
| 1978 | Tsumoto Yo            | Shincho no umi (深重の海)                                         | Miyao Tomiko          | Ichigen no koto (一絃の琴)                                                               |
| 1978 | Tsumoto Yo            | Shincho no umi (深重の海)                                         | Ariake Natsuo         | Dai naniwa shonin orai (大浪花諸人往来)                                                  |
| 1979 | Tanaka Komimasa       | Rokyoku shi asahi maru no hanashi (浪曲師朝日丸の話)              | Atoda Takashi         | Napoleon kyo (ナポレオン狂)                                                              |
| 1980 | Mukoda Kuniko         | Hana no namae (花の名前)                                          | Shimoda Kageki        | Kiiroi kiba (黄色い牙)                                                                   |
| 1980 | Mukoda Kuniko         | Hana no namae (花の名前)                                          | Nakamura Masanori     | Genshu no bohan (元首の謀叛)                                                             |
| 1981 | Aoshima Yukio         | Ningen banji saio ga hinoe uma (人間万事塞翁が丙午)               | Tsuka Kohei           | Kamata koshin kyoku (蒲田行進曲)                                                         |
| 1981 | Aoshima Yukio         | Ningen banji saio ga hinoe uma (人間万事塞翁が丙午)               | Mitsuoka Akira        | Kirai (機雷)                                                                             |
| 1982 | Fukada Yusuke         | Ennetsu Shonin (炎熱商人)                                         | niet toegekend        | --                                                                                       |
| 1982 | Muramatsu Tomomi      | Jidai ya no nyobo (時代屋の女房)                                  | niet toegekend        | --                                                                                       |
| 1983 | Kurumizawa Koshi      | Kuro pan furyo ki (黒パン俘虜記)                                  | Kanki Takuro          | Shi seikatsu (私生活)                                                                    |
| 1983 | Kurumizawa Koshi      | Kuro pan furyo ki (黒パン俘虜記)                                  | Takahashi Osamu       | Hiden (秘伝)                                                                             |
| 1984 | Renjo Mikihiko        | Koibumi (恋文)                                                    | niet toegekend        | --                                                                                       |
| 1984 | Namba Toshizo         | Ten-noji mura (てんのじ村)                                        | niet toegekend        | --                                                                                       |
| 1985 | Yamaguchi Yoko        | Enka no mushi (演歌の虫)                                          | Morita Seigo          | Uo kashi monogatari (魚河岸ものがたり)                                                   |
| 1985 | Yamaguchi Yoko        | Enka no mushi (演歌の虫)                                          | Hayashi Mariko        | Saishu bin ni ma ni aeba (最終便に間に合えば)                                            |
| 1986 | Minagawa Hiroko       | Koi beni (恋紅)                                                   | Osaka go              | Gadis no akai hoshi (カディスの赤い星)                                                   |
| 1986 | Minagawa Hiroko       | Koi beni (恋紅)                                                   | Tokiwa Shimpei        | Toi America (遠いアメリカ)                                                               |
| 1987 | Shiraishi Ichiro      | Kairo den (海狼伝)                                                | Abe Makio             | Sorezore no shugakusho (それぞれの終楽章)                                                |
| 1987 | Yamada Eimi           | Soul music lovers only (ソウル・ミュージック・ラバーズ・オンリー) | Abe Makio             | Sorezore no shugakusho (それぞれの終楽章)                                                |
| 1988 | Nishiki Masaaki       | Kooreru hitomi (凍れる瞳)                                         | Sugimoto Akiko        | Tokyo shi ohashi uchu zu (東京新大橋雨中図)                                              |
| 1988 | Kageyama Tamio        | Toi umi kara kita coo (遠い海から来たCOO)                         | Todo Shizuko          | Urete yuku natsu (熟れてゆく夏)                                                          |
| 1989 | Nejime Shoichi        | Koenji junjo shoten gai (高円寺純情商店街)                        | Hoshikawa Seiji       | Shoden sho (小伝抄)                                                                      |
| 1989 | Sasakura Akira        | Toi kuni kara no satsujin sha (遠い国からの殺人者)                | Hara Ryo              | Watashi ga koroshita shojo (熟れてゆく夏)                                                |
| 1990 | Awasaka Tsumao        | Kage kikyo (蔭桔梗)                                               | Furukawa Kaoru        | Hyohaku sha no aria (漂泊者のアリア)                                                     |
| 1991 | Miyagitani Masamitsu  | Natsu hime shunju (夏姫春秋)                                      | Takahashi Yoshio      | Okami bugyo (狼奉行)                                                                     |
| 1991 | Ashihara Sunao        | Seishun dendeke dekedeke (青春デンデケデケデケ)                   | Takahashi Katsuhiko   | Akai kioku (緋い記憶)                                                                    |
| 1992 | Izyuin Shizuka        | Uke zuki (受け月)                                                 | Dekune Tatsuro        | Tsukuda jima futari shobo (佃島ふたり書房)                                               |
| 1993 | Takamura Kaoru        | Markus no yama (マークスの山)                                     | Sato Masayoshi        | Ebisuya Yoshibei tegikae (恵比寿屋喜兵衛手控え)                                          |
| 1993 | Kitahara Aiko         | Koi wasure gusa (恋忘れ草)                                        | Osawa Arimasa         | Sinjuku same mugen ningyo (新宿鮫 無間人形)                                              |
| 1994 | Nakamura Akihiko      | Futatsu no sanga (二つの山河)                                     | niet toegekend        | --                                                                                       |
| 1994 | Ebisawa Yasuhisa      | Kikyo (帰郷)                                                      | niet toegekend        | --                                                                                       |
| 1995 | Akasegawa Shun        | Hakkyu zan-ei (白球残映)                                          | Koike Mariko          | Koi (恋)                                                                                 |
| 1995 | Akasegawa Shun        | Hakkyu zan-ei (白球残映)                                          | Fujiwara Iori         | Terorisuto no parasoru (テロリストのパラソル)                                            |
| 1996 | Nonami Asa            | Kogoeru kiba (凍える牙)                                           | Bando Masako          | Yamamba (山妣)                                                                           |
| 1997 | Shinoda Setsuko       | Onna tachi no zihado (女たちのジハード)                           | niet toegekend        | --                                                                                       |
| 1997 | Asada Jiro            | Tetsudo in (鉄道員)                                               | niet toegekend        | --                                                                                       |
| 1998 | Kurumaya Chokitsu     | Akame sijuhachi taki sinju misui (赤目四十八瀧心中未遂)           | Miyabe Miyuki         | Riyu (理由)                                                                              |
| 1999 | Sato Ken-ichi         | Ohi no rikon (王妃の離婚)                                         | Kirino Natsuo         | Yawarakana hoho (柔らかな頬)                                                             |
| 1999 | Sato Ken-ichi         | Ohi no rikon (王妃の離婚)                                         | Nakanishi Rei         | Nagasaki burabura bushi (長崎ぶらぶら節)                                                 |
| 2000 | Funado Yoichi         | Niji no tani no gogatsu (虹の谷の五月)                            | Yamamoto Fumio        | Puranaria (プラナリア)                                                                   |
| 2000 | Kaneshiro Kazuki      | GO                                                                | Shigematsu Kiyoshi    | Vitamine F (ビタミンF)                                                                   |
| 2001 | Fujita Yoshinaga      | Ai no ryobun (愛の領分)                                           | Yamamoto Ichiriki     | Akane zora (あかね空)                                                                    |
| 2001 | Fujita Yoshinaga      | Ai no ryobun (愛の領分)                                           | Yuikawa Kei           | Katagoshi no koibito (肩ごしの恋人)                                                      |
| 2002 | Otokawa Yuzaburo      | Ikiru (生きる)                                                    | niet toegekend        | --                                                                                       |
| 2003 | Ishida Ira            | 4Teen (4TEEN フォーティーン)                                      | Ekuni Kaori           | Gokyu suru junbi wa dekite ita (号泣する準備はできていた)                                |
| 2003 | Murayama Yuka         | Hoshi boshi no fune (星々の舟)                                    | Kyogoku Natsuhiko     | Nochino Kosetsu hyaku monogatari (後巷説百物語)                                          |
| 2004 | Okuda Hideo           | Kuchu buranko (空中ブランコ)                                      | Kakuta Mitsuyo        | Taigan no kanojo (対岸の彼女)                                                            |
| 2004 | Kumagai Tatsuya       | Kaiko no mori (邂逅の森)                                          | Kakuta Mitsuyo        | Taigan no kanojo (対岸の彼女)                                                            |
| 2005 | Shukawa Minato        | Hana mamma (花まんま)                                             | Higashino Keigo       | Yogisha X no kenshin (容疑者Xの献身) De fatale toewijding van verdachte X, De Geus, 2012 |
| 2006 | Miura Shion           | Mahoro ekimae tada benri ken (まほろ駅前多田便利軒)               | niet toegekend        | --                                                                                       |
| 2006 | Mori Eto              | Kaze ni maiagaru biniru shito (風に舞いあがるビニールシート)      | niet toegekend        | --                                                                                       |
| 2007 | Matsui Kesako         | Yoshiwara tegiki gusa (吉原手引草)                                | Kazuki Sakuraba       | Watashi no otoko (私の男)                                                                |
| 2008 | Areno Inoue           | Kiriha e (切羽へ)                                                 | Arata Tendō           | Itamu hito (悼む人)                                                                      |
| 2008 | Areno Inoue           | Kiriha e (切羽へ)                                                 | Kenʼichi Yamamoto     | Rikyū ni tazuneyo (利休にたずねよ)                                                       |
| 2009 | Kaoru Kitamura        | Sagi to yuki (鷺と雪)                                             | Jō Sasaki             | Haikyo ni kou (廃墟に乞う)                                                               |
| 2009 | Kaoru Kitamura        | Sagi to yuki (鷺と雪)                                             | Kazufumi Shiraishi    | Hokanaranu hito e (ほかならぬ人へ)                                                       |
| 2010 | Nakajima Kyōko        | Klein huisje (小さいおうち,Chiisai ouchi )                        |                       |                                                                                          |
| 2011 | Jun Ikeido            | Shitamachi Rocket (下町ロケット                                   | Rin Hamuro            | Higurashi no Ki (蜩ノ記                                                                  |
| 2012 |                       |                                                                   |                       |                                                                                          |
| 2013 |                       |                                                                   |                       |                                                                                          |
| 2014 |                       |                                                                   |                       |                                                                                          |
| 2015 |                       |                                                                   |                       |                                                                                          |
| 2016 |                       |                                                                   |                       |                                                                                          |
| 2018 |                       |                                                                   |                       |                                                                                          |
| 2016 |                       |                                                                   |                       |                                                                                          |
| 2018 |                       |                                                                   |                       |                                                                                          |
| 2019 |                       |                                                                   |                       |                                                                                          |
| 2020 | Seishū Hase           | De jongen en de hond (Shonen to Inu, 少年と犬)                    |                       |                                                                                          |
| 2021 |                       |                                                                   |                       |                                                                                          |
| 2022 |                       |                                                                   |                       |                                                                                          |